# Première Division (Niger)
De Première Division is de hoogste voetbaldivisie in Niger. 
In deze competitie spelen twintig clubs die ingedeeld zijn in 2 groepen van tien clubs. Zoals de Nigerese voetbalbond er nu voor staat in de CAF-coëfficiënten, plaatst enkel de kampioen zich voor het toernooi van de CAF Champions League.

## Teams
- Ader FC
- Akokana FC d'Arlit
- Alkali Nassara
- AS Douanes
- AS NIGELEC
- AS Police
- ASFAN
- ASGNN
- Dan Kassawa FC
- Jangorzo FC
- Malbaza FC
- Olympic FC
- Racing FC
- Sahel SC
- Urana FC d'Arlit
- USGN

## Erelijst 1966-2011
| Club                 | Titels | Club             | Titels |
| -------------------- | ------ | ---------------- | ------ |
| Sahel SC             | 13     | AS-FNIS/ASGNN    | 3      |
| Olympic FC de Niamey | 11     | JS du Ténéré     | 2      |
| AS Niamey            | 3      | Jangorzo FC      | 1      |
| Zumunta AC           | 3      | Espoir FC Zinder | 1      |
| ASFAN                | 3      | AS Police        | 1      |